# مروحة ذيلية

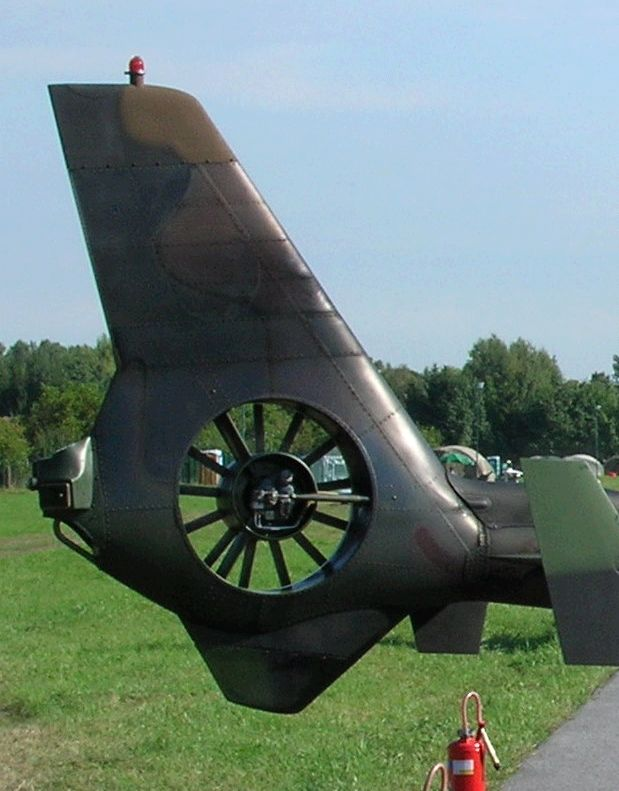
مروحة ذيل داخلية من نوع فنسترون لطائرة غزال ايروسباسيال

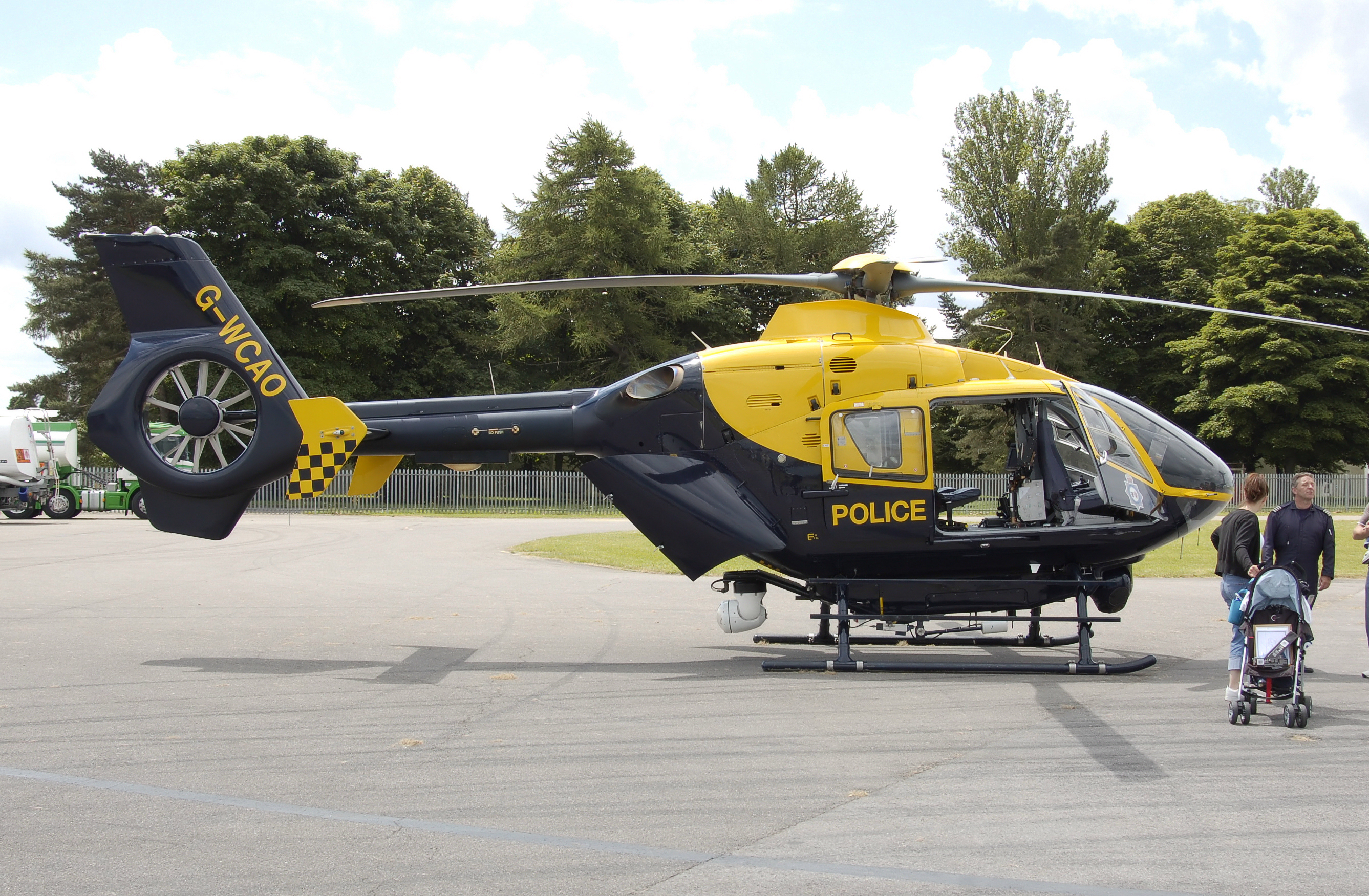
مروحية شرطة إنجليزية من نوع يوروكبتر

فنسترون (بالإنجليزية: Fenestron)‏ أو فانتيل (بالإنجليزية: fantail)‏ وهي دوار الذيل الخلفي للمروحية وتكون بالأساس مروحة أنبوبية مرفقة داخل انبوب ذيل الطائرة. ولها نفس خصائص دوار الذيل وهي معاكسة عزم دوران للدوار الرئيسي. وهي علامة مسجلة لليوروكبتر، وأصل الكلمة فرنسية وتعني النوافذ الصغيرة التي بالبيوت.
كانت تلك فكرة شركة سود أفيشن بالستينات. ثم أضحت تلك الشركة جزء من شركة ايروسباسيال والتي بدورها اندمجت مع شركة ديملر-بنز لصناعة الطيران لتكون اليوروكبتر عام 1992. طائرات اليوروكبتر هي الآن جزء من منظومة شركة مجموعة إيرباص.
بما أن دوار الذيل الخلفي يحتوي ما بين 2 إلى أربعة ريش، فإن الفنسترون يحتوي ما بين 8 إلى 18 ريشة. وهي متعددة مساحات الزاويّة لتقليل الضوضاء التي تتوزع على موجات مختلفة فيقل الصوت. صندوق هذا الدوار يعطي سرعة دوران أعلى من الدوار التقليدي، مما يجعل شفراتها أقصر من التقليدية.

## السجل التاريخي
استخدم دوار الذيل فنسترون لأول مرة بنهاية الستينات من القرن الماضي، على النسخة التجريبية الثانية للمروحية سود افيشن SA 340 وبالنسخ التالية من طائرة الغزال، الايروكوبتر ونسخها التالية، واستخدم الدوار الخلفي ذو مراوح مصندقة أيضا بمشروع طائرة المروحية العسكرية كومانشي وهو مشروع تم الغائه عام 2004.

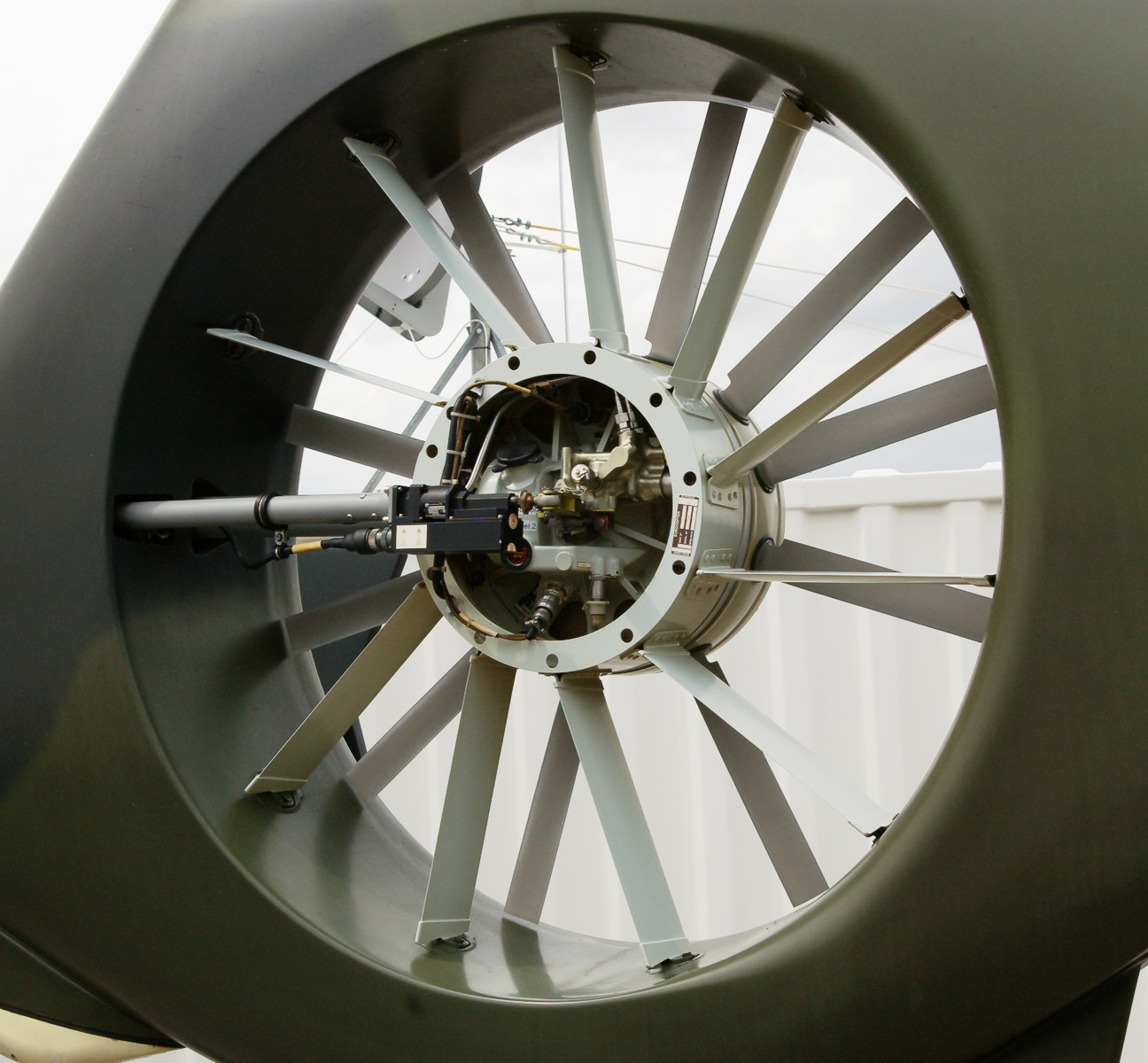
صورة عن قرب لمروحية ذيل مصندقة نوع فنسترون

## المميزات
- أكثر أمنا للناس الموجودين بالأرض، فصغر حجمها يجعلها أبعد عن الناس والأشياء التي على الأرض، فإرفاقها داخل صندوق الذيل يعطي بعض الهامش للحماية.
- أقل عرضة لضرر الأجسام الخارجية. فارتفاعها عن الأرض والإرفاق أيضا يقلل من احتمالات ضرب الأجسام الغريبة أو ابتلاع الأشياء كالأحجار الصغيرة.
- يقلل الضوضاء بشكل كبير. بما أن طرف الشفرات يكون بالداخل فهذا يساعد على تقليل الاهتزاز إضافة إلى الإكثار من الشفرات.

## المساوئ
بما أن ذلك الدوار يحتاج إلى علبة التروس كبيرة نوعا ما، فإن ذلك يجعلها تستهلك طاقة أكثر مما بالدوار الخلفي التقليدي أو عديمة دوار خلفي. وهذا العيب موجود بجميع المراوح المصندقة عند مقارنتها بالمرواح، فهي أثقل وزنا وتعطي زيادة لمقاومة الهواء، تكلفة الصنع أعلى من غيرها، كل هذا بالإضافة إلى استهلاكها لوقود أكثر لتعطي الدفع المطلوب.